# 아일랜드 공화국군 (1919년~1922년)
아일랜드 공화국군(아일랜드어: Óglaigh na hÉireann, 영어: Irish Republican Army, IRA)는 아일랜드 독립전쟁 당시 영국에 대항해 싸운 무장단체이다. 전신은 아일랜드 의용군이며 아일랜드 의회의 승인 아래 아일랜드 독립의 아버지인 마이클 콜린스가 창설했다. 오늘날 아일랜드의 군사인 아일랜드 방위군의 공식 명칭도 아일랜드어: Óglaigh na hÉireann이다.
뒷날 조직된 IRA와 구분하기 위해 옛 IRA라고 흔히 부른다.

## 배경
아일랜드의 독립을 위해 무력이 필요하다는 사상은 오래전부터 있어왔다. 아일랜드 단결 협회의 1798년 봉기와 1803년 로버트 에머트가 주도한 합병 반대 봉기, 1848년의 1848년 청년 아일랜드인 봉기 등을 거치면서 무장 조직을 만들기 위한 움직임이 있어왔다. 1919년의 아일랜드 공화국군 결성은 이러한 역사를 통해 결성되었던 18세기의 방위군, 1826년 결성되었던 리본멘, 19세기의 아일랜드 토지 연맹 등의 군사적 전통을 계승한 것이었다.
아일랜드 공화국군을 뜻하는 영문자 약어 IRA는 1860년대에 아일랜드 공화주의 형제단의 미국 조직인 페니언 형제단에 의해 처음 사용되었다. 이 단체는 아일랜드 이민자들이 주축이 되어 결성된 아일랜드 독립 운동 단체였다. 1866년 페니언 형제단은 IRA의 군복을 입고 아일랜드 공화국의 이름으로 영국령이었던 캐나다와 리지웨이 전투를 벌였다.
1916년 부활절 봉기를 주도한 아일랜드 의용군과 아일랜드 시민군은 다시 아일랜드 공화국군을 표방하였다. 1918년 아일랜드 공화파에 의해 치러진 아일랜드 의회의 선거에서 신페인이 승리한 후 1919년 아일랜드 의회는 마이클 콜린스를 수장으로 하는 아일랜드 공화국군을 정식 승인하였다.

## 독립전쟁
아일랜드 독립전쟁 기간 동안 아일랜드 공화국군은 아일랜드 공화국의 군사로서 활동하였다. 아일랜드 공화국군은 영국군에 대항하여 게릴라 전술을 활용하였다. 영국은 블렉 앤 텐과 같은 특수경찰을 투입하여 민간인에 대한 탄압과 가혹행위에 이어 마을 전체를 불태우기까지 하며 아일랜드 공화국군을 제압하려 하였으나 실패하였다.
아일랜드 공화국군의 정신은 확고한 신념으로 무장되어 있었으나 화력은 열악한 수준이었다. 1919년 창립당시 아일랜드 공화국군의 병력은 1,500여 명 수준이었으며 무기는 수백정의 소총이 전부였다. 게릴라 전이 가장 활발하였던 1920년 당시 아일래드 공화국군으로 참전한 인원은 2~3천여명 규모였다. 독립전쟁 기간 동안 연인원 5천여명이 아일랜드 공화국군으로서 활동하였고 이 중 500여 명이 전사하였다. 그러나 대영제국의 군대로도 이들의 투쟁을 잠재울 수는 없었으며 결국 영국-아일랜드 조약을 통해 아일랜드 자유국이 수립되었다.

## 영국-아일랜드 조약과 내전
1921년 12월 1일 영국-아일랜드 조약이 성립되자 아일랜드 공화국군은 조약에 대한 입장을 두고 분열하였다. 이 조약의 결과 아일랜드 자유국이 수립되었으나 영국 국왕에게 충성을 맹세할 수 있는가를 놓고 공화파 안에서 일어난 분열은 결국 아일랜드 내전을 가져왔다. 아일랜드 공화국군은 이 조약에 의한 분열로 영국의 군대에게 희생된 것보다 훨씬 많은 희생을 치르게 되었다. 뿐만 아니라 이 조약의 아일랜드 대표 중 한 사람이었던 마이클 콜린스 역시 암살되고 만다.

## 아일랜드 공화국군의 분열
영국-아일랜드 조약에 따라 아일랜드 자유국이 수립되자 아일랜드 공화국군의 다수가 아일랜드 육군의 설립에 참여하였다. 한편 조약을 인정하지 않는 측은 그대로 아일랜드 공화국군의 이름으로 활동하였다. 1922년 재 결성된 아일랜드 공화국군은 이후 북아일랜드의 아일랜드 육군과의 내전에 의해 1922년 해산하게 된다.